# Meine Schwester und ich
Meine Schwester und ich es una opereta en un prólogo, dos actos y un epílogo con música y cantables de Ralph Benatzky y libreto de Robert Blum. Su texto teatral se basa en la comedia Ma sœur et moi de Georges Berr y Louis Verneuil. Fue estrenada el 26 de marzo de 1930 en la Komödienhaus de Berlín. La obra puede ser interpretada por cantantes líricos o por actores cantantes, como ocurrió en su estreno absoluto, donde participaron estrellas de cine y cabaret del momento como Liane Haid como Dolly, Oskar Karlweis como Fleuriot, Margarete Schlegel como Irma y Felix Bressart como Filosel junto a la Lewis Ruth Band.

## Orquestación
La partitura de Meine Schwester und ich tiene una plantilla orquestal integrada por una flauta, un oboe, dos clarinetes, un fagot, dos saxofones, dos trompas, dos trompetas, un arpa, un celesta, un banjo, percusión y cuerda; además se requiere la participación en escena de un violín y un piano. Comparada con las revistas que dieron fama a Benatzky en los años veinte, esta obra está escrita en un «nuevo estilo» de «formas de opereta a menor escala, más intelectualizadas y más cabareteras».

## Argumento[5]
La obra está ambientada en París y Nancy hacia 1930.

### Prólogo
Sala de vistas de un juzgado.
Se llama al siguiente caso. El matrimonio formado por Dolly y el Doctor Roger Fleuriot comparece ante el juez de divorcios. Quieren disolver su matrimonio “por diferencias irreconciliables”. Al juez le resulta extraño, ya que la pareja da la impresión de continuar enamorada. Por ese motivo, les pide que le expliquen cómo se conocieron y cómo ha evolucionado su matrimonio. El Dr. Fleuriot no necesita que le insistan mucho tiempo y rápidamente sigue el consejo del juez.

### Acto I
Biblioteca del Castillo de Saint-Labiche, en París.
La princesa Dolly ha heredado el castillo de Saint-Labiche. La acaudalada joven puede permitirse contratar a su propio bibliotecario y el musicólogo Roger Fleuriot ha recibido el encargo. Fleuriot está enamorado de su patrona, pero es demasiado tímido para mostrarle sus sentimientos. Como tiene un origen modesto, cree que la riqueza de la joven es una barrera para acercarse a la señora de la casa más allá de su relación profesional.
A Dolly le gustaría que Fleuriot la cortejara, pero, sus intentos delicados por sacarlo de su caparazón no resultan exitosos. Además, tiene un admirador, el rico conde Lacy, por quien no siente más que sentimientos de amistad. Dolly le dice abiertamente que está infelizmente enamorada, pero él no sabe de quién.
Roger no soporta encontrarse cada día con alguien a quien ama en secreto pero a quien no puede revelar sus verdaderos sentimientos. Para cambiar de aires se ha presentado con éxito a una cátedra en la Universidad de Nancy y hoy es su último día de trabajo en el castillo de Saint-Labiche. Al despedirse de su jefa, Dolly le cuenta que su hermana trabaja en Nancy como dependienta en la zapatería Filosel. Como va a esa ciudad, la pide que le entregue un anillo y una carta a su hermana a lo que Roger acepta encantado. De lo que no se percata es de que Dolly se ha inventado a esta hermana para hacerse pasar por ella más adelante.

### Acto II
Una zapatería de Nancy.
Monsieur Filosel, el dueño de la zapatería de igual nombre, tiene problemas con su dependienta Irma. Ella fantasea con ser un día la estrella de una revista y Filosel tiene que hacerla volver constantemente a la realidad. Por eso, el empresario se alegra cuando una guapa joven se presenta y le pide trabajo como vendedora y al primer fallo de Irma, despide a esta. Sin embargo, como recibe una buena indemnización la dependienta no le da mucha importancia y se lo toma todo con calma.
Poco después el Dr. Fleuriot entra en la zapatería. En seguida deduce que la dependienta que le atiende debe de ser la hermana de Dolly, ya que el parecido es sorprendente. Siente por ella amor a primera vista. La hermana no parece ser tan rica, pues de serlo no trabajaría en una zapatería. Inmediatamente invita a la chica a tomar una copa esa misma noche y se queda sorprendido cuando ella no lo rechaza. Dolly apenas puede creer que su plan esté saliendo tan bien.
Tras salir Roger de la tienda llega un nuevo cliente. Se trata del conde Lacy a quien alguien le ha dicho adónde ha llevado el destino a su amada. Por eso ha seguido sus pasos. Cuando le atiende la alegre Irma, se queda prendado de ella. Le gusta mucho más que Dolly y la invita a irse con él a Montecarlo, cosa que acepta inmediatamente. Ambos se marchan felices de la tienda. Roger vuelve a recoger a «la hermana» y tras un largo beso, abandonan la zapatería fuertemente abrazados.

### Epílogo
De nuevo en la sala de vistas del juzgado.
El Tribunal Superior escuchó con enorme atención el relato de Roger Fleuriot. Ahora tiene conocimiento de que Roger se enteró de lo de la «hermana» unas semanas después de haberse casado. Tras revelarle Dolly toda la verdad, él volvió a ser el musicólogo inhibido de siempre y, desde entonces, siente el peso de la verdad sobre su alma.
El juez no sólo rechaza la petición de divorcio del esposo, sino que le anima a intentarlo de nuevo con su mujer. La riqueza no solo no debería ser una carga, sino que podría hacerle la vida más fácil. Fleuriot es consciente de que el amor entre él y su mujer están lejos de haber terminado y sobre dicha base podría construirse un matrimonio feliz para toda la vida. Roger y Dolly abandonan el juzgado agarrados de la mano.

## Adaptaciones audiovisuales
- Ihre Durchlaucht, die Verkäuferin en Internet Movie Database (en inglés). (1933, largometraje) con Karl Hartl (director y guionista) y Liane Haid, Willi Forst, Paul Kemp (intérpretes)
- Caprice de princesse en Internet Movie Database (en inglés). (1933, largometraje) con Karl Hartl y Henri-Georges Clouzot (directores y guionistas) y Marie Bell, Albert Préjean y Armand Bernard (intérpretes)
- Meine Schwester und ich en Internet Movie Database (en inglés). (1954, largometraje) con Paul Martin (director), Jacques Companéez y Ernst Neubach (guionistas) y Sonja Ziemann, Adrian Hoven y Herta Staal (intérpretes)
- Meine Schwester und ich en Internet Movie Database (en inglés). (1956, telefilme de la SDR) con Franz Peter Wirth (director), Werner Illing (guionista) y Johannes Heesters, Anneliese Rothenberger y Gudrun Nierich (intérpretes)
- Meine Schwester und ich en Internet Movie Database (en inglés). (1962, telefilme de la ZDF) con Kurt Nachmann (director) y Dorit Hanak, Peter Garden y Sylvia Lydi (intérpretes)
- Meine Schwester und ich en Internet Movie Database (en inglés). (1975, telefilme de la ZDF) con Fred Kraus (director) y Heidi Brühl, Bela Ernyey y Beate Granzow (intérpretes)

## Registros fonográficos (selección)
- Membran (1951)[6] con Gretl Schörg, Peter René Körner, Hans Hansen, Heinz Erhardt, Ruth Zillger, Günther Lüders, Werner Hessenland, Frank Barufski, Rudolf Therkatz, Edith Teichmann, Herman Holve, Die Nicolets, Pequeño conjunto de la Kölner Tanz- und Unterhaltungsorchester. Director: Franz Marszalek.
- Line Music (1956)[7] con Johannes Heesters, Anneliese Rothenberger, Kurt Grosskurth, Gudrun Nierich, Franz Essel, Franz Steinmüller, Eva Martin, Willem Holsboer, Heinz Cramer y Fred Goebel. Das Orchester des Stuttgarter Rundfunks. Director: Erwin Lehn.
- Duo-Phon Records (2008)[8] con Nora von Collande, Herbert Herrmann, Marcus Ganser, Gerd Lukas Storzer, Birge Funke, Johanna Mildner. Director: Andrew Hannan.